# Chiesa di San Giovanni (Strasburgo)
La chiesa di San Giovanni (in francese: Église Saint-Jean; in tedesco: Johanniskirche) è un luogo di culto cattolico di Strasburgo. La chiesa è Monumento storico di Francia dal 1946.

## Storia
La chiesa di San Giovanni venne costruita nel 1477 come chiesa del monastero di san Marco. Essa aveva un'unica navata allungata con soffitto a cassettoni. Nel 1687, il monastero venne affidato all'Ordine di San Giovanni del Baliaggio di Brandeburgo; in quel periodo, la chiesa venne ricostruita in stile barocco alterando le sue caratteristiche originarie.
Durante il bombardamento del 25 agosto 1944, la chiesa venne seriamente danneggiata, rimanendo in piedi soltanto le pareti e il campanile.
Tra il 1962 e il 1964, è stata integralmente ricostruita in stile gotico.
Attualmente, la chiesa è sede parrocchiale, affidata alle Fraternità monastiche di Gerusalemme.

## Descrizione

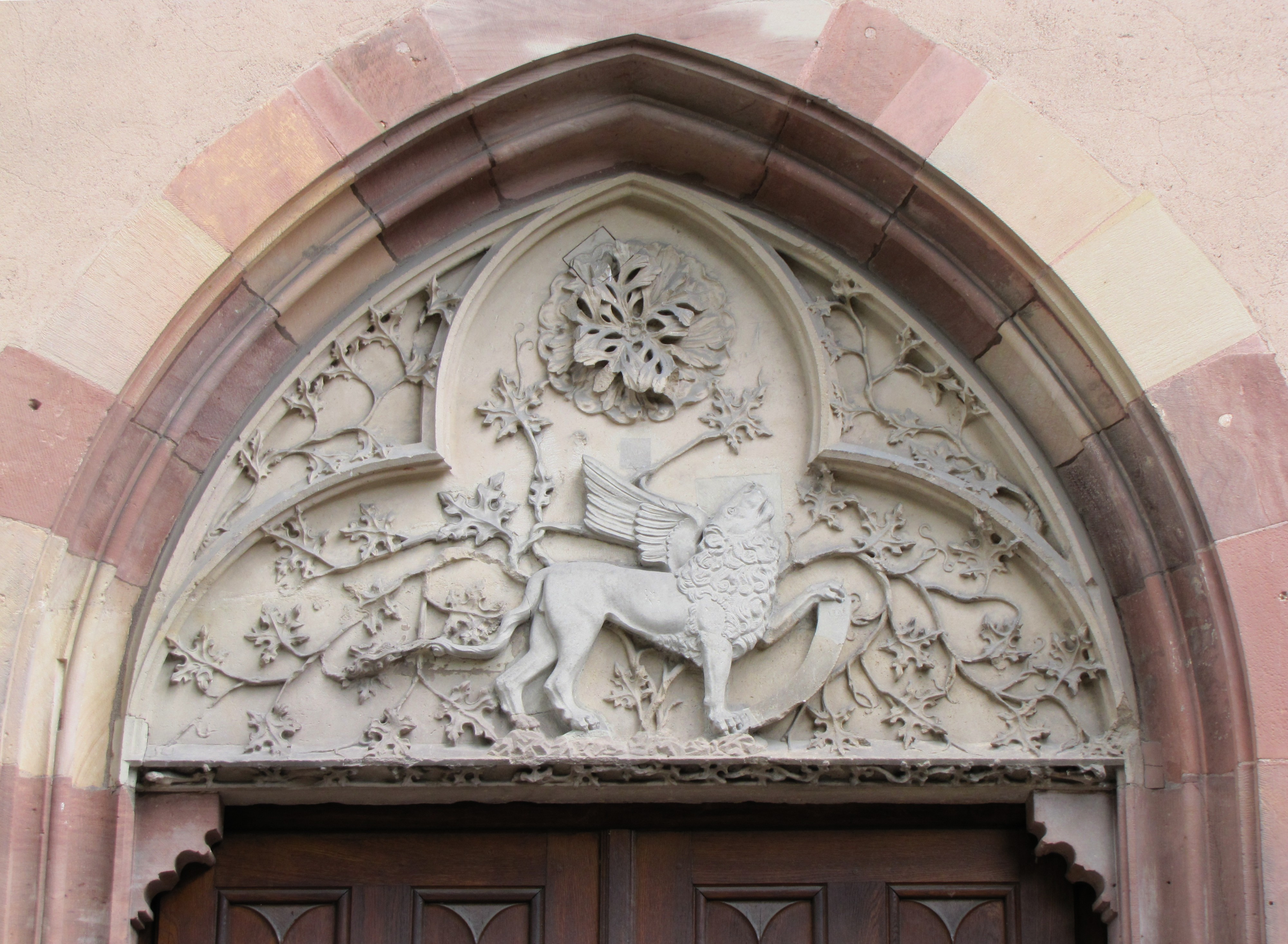
La lunetta del portale con il Leone di San Marco

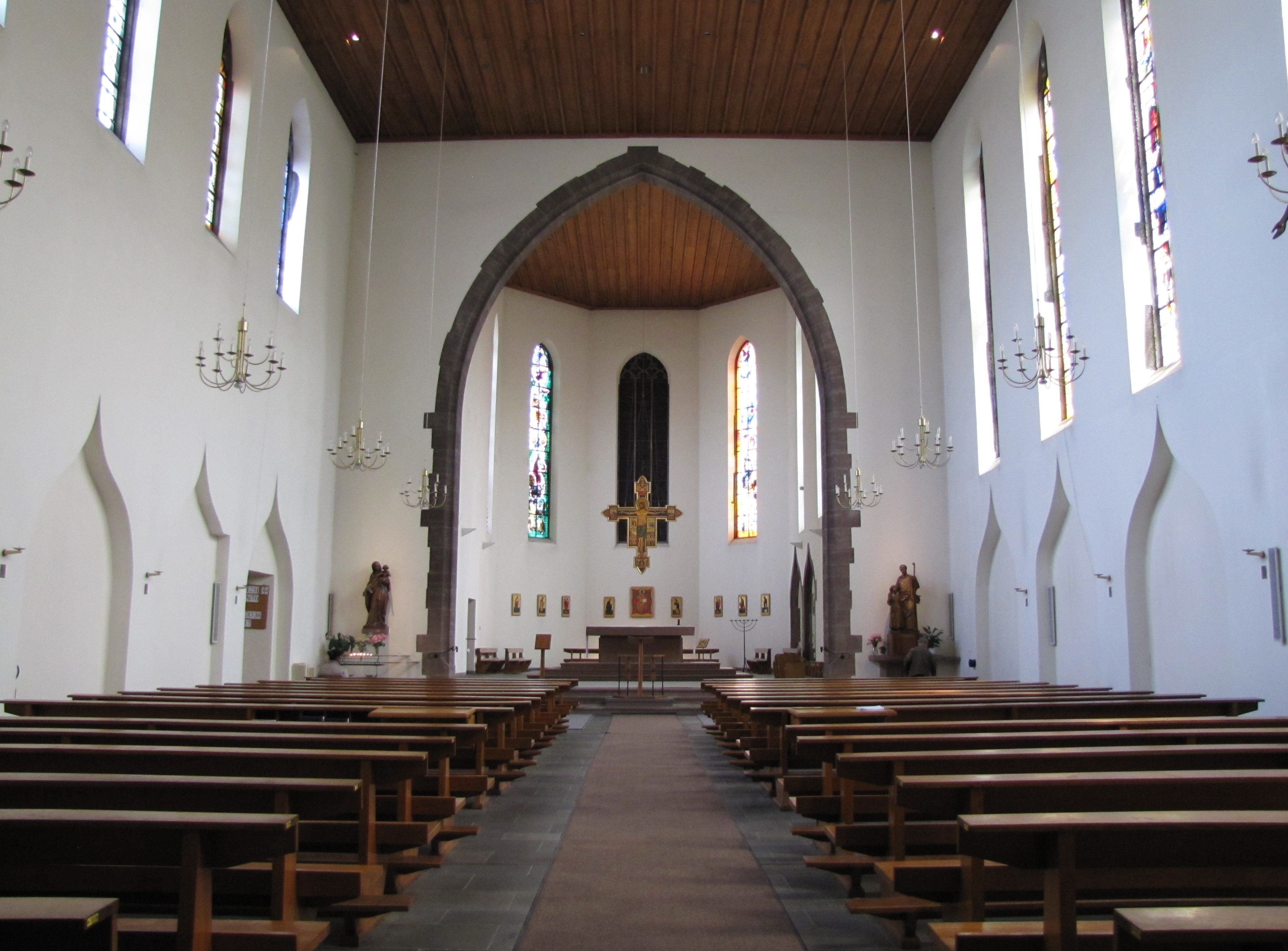
L'interno

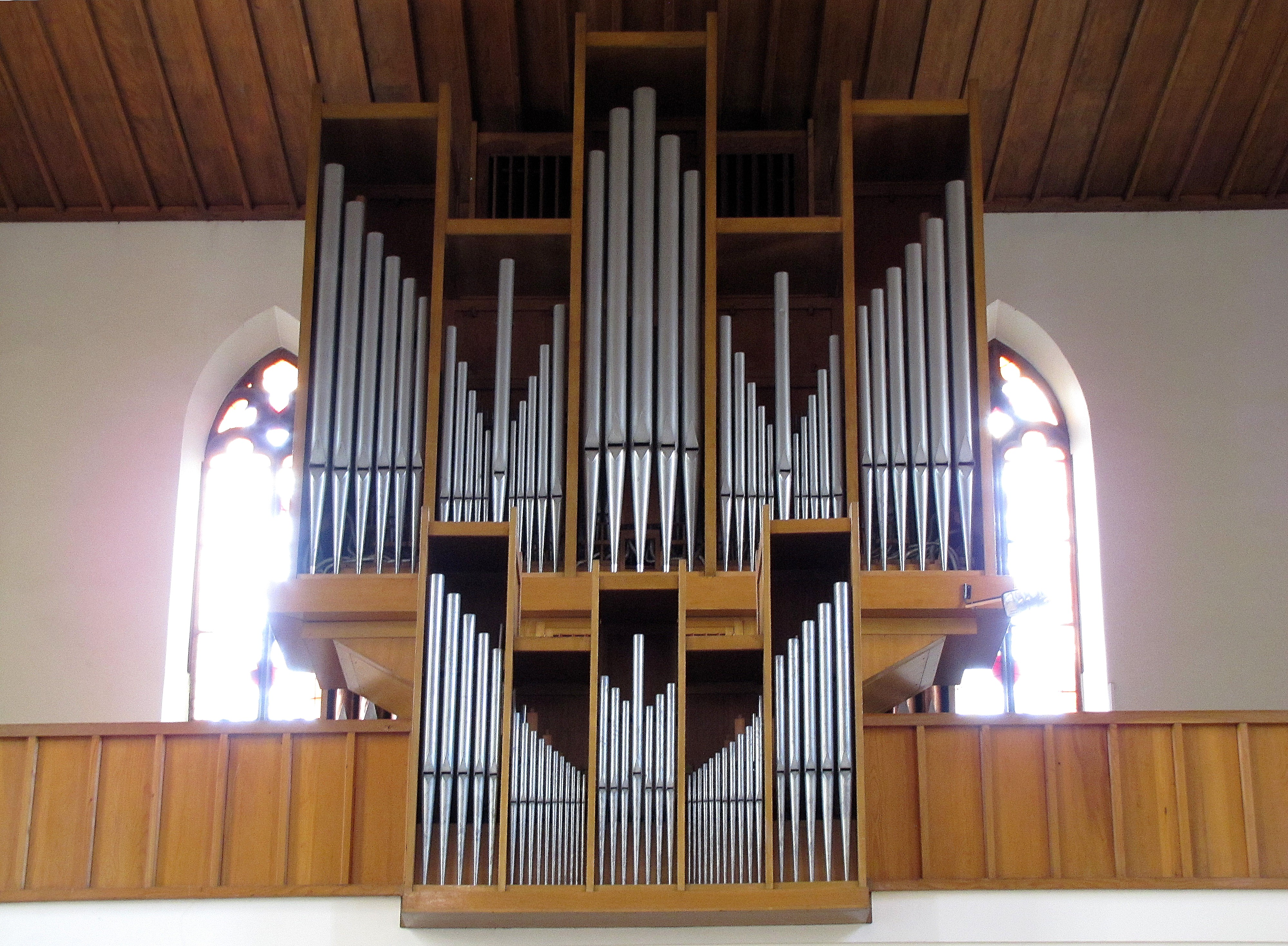
L'organo

### Esterno
La chiesa di San Giovanni sorge lungo il fiume Ill, sulla riva opposta rispetto all'isola della Petit France.
L'esterno della chiesa, molto semplice, è caratterizzato dal tetto a spioventi, molto accentuato, in cui si aprono, su ogni spiovente, tre file sovrapposte di abbaini. Nelle pareti, si aprono delle alte bifore con arco a sesto acuto, che danno luce all'interno.
La facciata della chiesa è priva di decorazioni. A capanna, è coronata dal piccolo campanile ottagonale con cupolino. Il portale è sormontato da una pregevole lunetta in marmo bianco scolpito raffigurante il Leone di San Marco.
Del monastero del XVII secolo, rimangono un'ala del chiostro, che separa la strada dal sagrato, e la casa del custode della chiesa, posta immediatamente dietro l'abside.

### Interno
L'interno della chiesa è a navata unica coperta con soffitto ligneo piano. Lungo le pareti laterali, si aprono le grandi bifore ogivali, con vetrate policrome moderne (1970).
Sulla destra dell'ingresso, si trova il fonte battesimale, scultura in pietra chiara del XV secolo. Nei pressi dell'arco absidale, poi, vi sono due statue in bronzo, raffiguranti San Giuseppe (a destra) e la Madonna col Bambino (a sinistra).
In fondo alla navata, separata da questa tramite una grande arcata a sesto acuto, si trova l'abside poligonale, illuminata da sette grandi finestre gotiche delle quali quella centrale è murata. L'abside accoglie il presbiterio; al centro di esso si trova l'altare in pietra, costituito da un blocco di pietra e dalla mensa, e, più avanti, il semplice ambone; addossato alla parete di fondo, vi è il tabernacolo.
Pende dal soffitto dell'abside il grande Crocifisso in legno dorato e dipinto, realizzato ispirandosi ai crocifissi dipinti medioevali.

### Organo a canne
Sulla cantoria in controfacciata, si trova l'organo a canne, costruito nel 1967 da Curt Schwenkedel e riarmonizzato nel 1980 da Gaston Kern.
Lo strumento, a trasmissione mista (meccanica per i manuali e il pedale, elettrica per i registri) dispone di 46 registri; la sua consolle ha quattro tastiere di 58 note ciascuna ed una pedaliera dritta di 32.